# Evâncio (conde)
Evâncio (em latim: Evanthius) foi um oficial romano do século IV, ativo durante o reinado do imperador Constâncio II (r. 337–361). Talvez serviu o imperador como conde. Ele foi um dos membros da comissão nomeada para ouvir Fotino em Sírmio em 351.